# Bukovlje
Bukovlje è un comune della Croazia di 2 739 abitanti della regione di Brod e della Posavina.